# 长尾单室茱萸
长尾单室茱萸（学名：Mastixia caudatilimba），为山茱萸科单室茱萸属下的一个植物种。